# NBA 2K17
NBA 2K17 est un jeu vidéo de basket-ball dévéloppé par Visual Concepts et édité par 2K Sports, sorti le 16 septembre 2016 sur PC, PlayStation 4, PlayStation 3, Xbox One, et Xbox 360. C'est le 18e jeu de la franchise NBA 2K et le successeur de NBA 2K16.

## Jaquette
C'est la star des Pacers de l'Indiana, Paul George qui figure sur la jaquette de l'édition standard du jeu, tandis que Kobe Bryant, qui mit fin à sa carrière après la saison 2015-2016, figure sur la Legend Edition.
Suivant certains pays où le jeu est commercialisé, d'autres jaquettes sont disponibles :
- Espagne : Pau Gasol[3]
- Italie : Danilo Gallinari[4]

## Système de jeu
NBA 2K17 est un jeu de simulation de basket-ball qui, comme les précédents jeux de la franchise, s'efforce de représenter de façon réaliste l'expérience de la National Basketball Association (NBA). Le joueur joue principalement avec des joueurs de la NBA mais il peut aussi incarner des personnages qu'il aura lui-même créer. Le jeu suit les règles et les objectifs du basket. Plusieurs modes de jeu sont disponibles pour le joueur et de nombreux paramètres peuvent être personnalisés. Le jeu contient de nombreux attributs de présentation qui sont calquées sur la vie réelle comme les animations de la foule, les commentaires d'avant-match, à la mi-temps et d'après-match, le spectacle et les angles de caméra, et les animations de lecteur. Les menus ont également été modifiés.
L'un des améliorations notables concernant le jeu est le retour des deux modes de jeu que sont MyGM et MyLeague. Les deux modes de jeux permettent au joueur de gérer une équipe spécifique de basket-ball et d'en personnaliser tous les aspects. MyGM est plus axée sur le maintien d'un côté réaliste et sur le fonctionnement de l'équipe, alors que MyLeague offre beaucoup plus d'options de personnalisation. Dans les deux modes, le joueur simule les saisons, les changements de personnel, joue les matchs lui-même et participe aux activités de la saison. Le joueur peut commencer ajouter jusqu'à 36 équipes à la ligue et peut modifier de nombreux aspects de chaque équipe.
Il est possible de jouer avec les équipes actuelles et certaines anciennes de la NBA. D'autres équipes sont jouables comme l'équipe des États-Unis des Jeux olympiques de 2016, l'équipe d'Australie des Jeux olympiques de 2016, ainsi que la mythique Dream Team,. Les 21 équipes de l'Euroligue sont également jouables.

## Développement

### Lancement
NBA 2K17 a été officiellement annoncé le 13 avril 2016 où le premier trailer a été révélé. Il sort le 20 septembre 2016 sur PC, PlayStation 4, PlayStation 3, Xbox One, et Xbox 360. Les joueurs qui ont pré-commandé le jeu le reçoivent le 16 septembre 2016,. C'est le 18 jeu de la franchise NBA 2K et le successeur de NBA 2K16. Outre l'édition régulière, une édition Légende du jeu est disponible. Il dispose de Kobe Bryant sur la pochette et contient plusieurs bonus physiques et numériques, comme un poster et de la monnaie virtuelle. (En outre, une édition Or est également disponible, avec des bonus supplémentaires.) La saison 2015-2016 de NBA était la dernière de Kobe Bryant en NBA, donc une édition spéciale le mettant en vedette a été développé, comme une façon de rendre hommage à ce que beaucoup considèrent comme l'un des plus grands joueurs de basket-ball de tous les temps,,. NBA 2K17 et l'édition Légende ont été annoncés le jour où Kobe Bryant a joué son dernier match de NBA en avril 2016,. Bryant était également sur la couverture de NBA 2K10,. La jaquette de l'édition standard du jeu et mettant en vedette Paul George des Pacers de l'Indiana, a été dévoilé en juin 2016. Il aurait, entre autres, été choisi car il est un fervent joueur de NBA 2K.